# Най-голям брейк (снукър)
В снукъра брейкът представлява общия брой точки, които даден играч успява да отбележи при едно свое излизане на масата. Постигането на големи точкови брейкове често се използва като важен критерий за определяне нивото на играчите. Постигането на сенчъри брейкове (брейкове от повече от 100 точки) се смята за основна мярка за цялостното ниво на играчите.
Най-големият брейк в снукъра, в който не се включват възможни фаулове, а само отбелязаните от играча точки при вкарване на топките в последователност червена-цветна, е 147 (15 червени, 15 черни и след това 6-те цвята на масата). В снукъра 147 точки се смята за максимален брейк. Рекордът за най-много брейкове от 147 точки на официални състезания по снукър е притежание на Рони О'Съливан, които е направил по 15 такива. Рони О'Съливан държи и рекорда за най-много максимални брейкове в мачове, предавани по телевизията – 8 брейка. Рекордът за най-много постигнати максимални брейкове в рамките на един сезон е притежание на Адриян Гънел, който е направил 4 максимални брейка по време на тренировъчния си сезон в Телфорд през 2003 г.
Въпреки това, ако единият играч направи фаул, докато и 15-те червени са все още на масата и същевременно постави снукър за своя съперник, то другият играч може да избере да играе за вкарване на някоя от цветните топки като свободна топка (free ball). Тогава цветната топка, която играчът номинира придобива стойност 1 точка за съответния удар и след вкарването ѝ тя се връща отново на масата. При правилно отбелязване на свободната топка играчът има право да комбинира с някоя цветна на масата (със съответната точкова стойност на топката). По този начин максималният възможен брейк става 155 точки и може да бъде постигнат при вкарване на 16 червени топки (1 от тях е цветна със стойност 1), 16 черни и 6-те цвята на масата. Брейкът от 155 точки може да бъде постигнат при обявяване на черната за свободна топка и комбиниране отново с черна.
Записани са по-малко от 3 потвърдени брейка по-големи от 147 точки. Брейк от 149 точки е направен от Тони Драго през 1998 г. и именно този брейк е записан в Книгата на Гинес, като най-големия постиган някога. В този мач Тони Драго получава право на свободна топка и номинира кафявата. След това той отново комбинира с кафява и вкарва 13 червени топки с 13 черни, а след това червена и розова и червена и синя, както и 6-те останали на масата цветни топки. През октомври 2004 г. по време на квалификациите за Британското първенство Джейми Бърнет прави брейк от 148 точки в мача си срещу Лео Фернандез. По този начин той става първият играч в историята, постигнал брейк, по-голям от 147 точки в професионален мач.
Уоли Уест обявява, че е направил брейк от 151 точки на финала на клубно състезание през 1976 г. Джейми Коуп съобщава, че е направил брейк от 155 точки по време на тренировки през 2005 г.
Трите най-бързи брейка от 147 точки са постигнати от Рони О'Съливан:
1. през 1997 за 5 минути 20 секунди
2. през 2003 за 6 минути 30 секунди
3. през 2001 за 6 минути 36 секунди

Джеймс Уатана разчиства масата и отбелязва 147 точки за 7 минути и 9 секунди през 1992 г.
Играчите правили повече от два максимални брейка са:
- Рони О'Съливан 15
- Стивън Хендри 11
- Джон Хигинс 5
- Джеймс Уатана 3
- Стюарт Бингам 2
- Питър Ебдън 2
- Стивън Магуайър 2
- Клиф Торбърн 2
- Nick Dyson 2
- Джейми Коуп 2
- Динг Джънхуй 2

Таблицата отдолу представлява непълен списък на максималните брейкове от 147 точки, направени в рамките на състезание.
| Дата                 | Играч            | Опонент                   | Състезание                                                        |
| -------------------- | ---------------- | ------------------------- | ----------------------------------------------------------------- |
| 22 януари 1955 г.    | Джо Дейвис       | Уили Смит                 | демонстративен мач в Leicester Square Hall, Лондон                |
| 23 декември 1966 г.  | Рекс Уилямс      | Mannie Francisco          | демонстративен мач от „Професионалисти срещу аматьори“ в Кейптаун |
| 11 януари 1982 г.    | Стив Дейвис      | Джон Спенсър              | Лада Класик                                                       |
| 23 април 1983 г.     | Клиф Торбърн     | Тери Грифитс              | Световно първенство                                               |
| 28 януари 1984 г.    | Кърк Стивънс     | Джими Уайт                | Бенсън Енд Хеджис Мастърс                                         |
| 17 ноември 1987 г.   | Уили Торн        | Томи Мърфи                | Британско първенство                                              |
| 20 февруари 1988 г.  | Тони Мео         | Стивън Хендри             | Rothmans Matchroom League                                         |
| 24 септември 1988 г. | Алайн Робидокс   | Джим Мидоукрофт           | Открито първенство на Европа                                      |
| 18 февруари 1989 г.  | Джон Риа         | Иан Блек                  | Професионално първенство на Шотландия                             |
| 8 март 1989 г.       | Клиф Торбърн     | Джими Уайт                | Matchroom League                                                  |
| 16 януари 1991 г.    | Джеймс Уатана    | Пол Доукинс               | Mita World Masters                                                |
| юни 1991 г.          | Питър Ебдън      | Уейн Мартин               | Открито първенство Strachan                                       |
| февруари 1992 г.     | Джеймс Уатана    | Тони Драго                | Британско първенство                                              |
| 22 април 1992 г.     | Джими Уайт       | Тони Драго                | Световно първенство                                               |
| 9 май 1992 г.        | Джон Парот       | Тони Мео                  | Matchroom League                                                  |
| 24 май 1992 г.       | Стивън Хендри    | Уили Торн                 | Matchroom League                                                  |
| ноември 1992 г.      | Питър Ебдън      | Кен Дохърти               | Британско първенство                                              |
| септември 1994 г.    | Дейвид МакДонъл  | Ник Бароу                 | Британско първенство                                              |
| 27 април 1995 г.     | Стивън Хендри    | Джими Уайт                | Световно първенство                                               |
| 25 ноември 1995 г.   | Стивън Хендри    | Гари Уилкинсън            | Британско първенство                                              |
| 5 януари 1997 г.     | Стивън Хендри    | Рони О'Съливан            | Ливърпул Чалиндж                                                  |
| 21 април 1997 г.     | Рони О'Съливан   | Мик Прайс                 | Световно първенство                                               |
| септември 1997 г.    | Джеймс Уатана    | Пан Вей Го                | Catch China International                                         |
| 16 май 1998 г.       | Стивън Хендри    | Кен Дохърти               | Премиер лига                                                      |
| 10 август 1998 г.    | Адриян Гънел     | Марио Уерман              | Тайланд Мастърс                                                   |
| 13 август 1998 г.    | Мехмет Хушну     | Еди Баркър                | Международно първенство в Китай                                   |
| 13 януари 1999 г.    | Дейсън Принс     | Иан Бръмби                | Британско първенство                                              |
| 29 януари 1999 г.    | Рони О'Съливан   | Джеймс Уатана             | Открито първенство на Уелс                                        |
| 4 февруари 1999 г.   | Стюарт Бингам    | Бари Холкинс              | UK Tour Event                                                     |
| 22 март 1999 г.      | Ник Дайсън       | Адриян Гънел              | UK Tour Event                                                     |
| 6 април 1999 г.      | Греъм Дот        | Дейвид Рое                | Британско първенство                                              |
| 19 септември 1999 г. | Стивън Хендри    | Питър Ебдън               | Британско първенство                                              |
| 21 септември 1999 г. | Бари Пинчес      | Джо Джонсън               | Открито първенство на Уелс                                        |
| 13 октомври 1999 г.  | Рони О'Съливан   | Греъм Дот                 | Гран При                                                          |
| 4 ноември 1999 г.    | Карл Бъроус      | Адриян Роса               | Първенство на Бенсън Енд Хеджис                                   |
| 22 ноември 1999 г.   | Стивън Хендри    | Пол Уайкис                | Британско първенство                                              |
| 21 януари 2000 г.    | Джон Хигинс      | Денис Тейлър              | Купа на нациите                                                   |
| 24 март 2000 г.      | Джон Хигинс      | Джими Уайт                | Мастърс Ирландия                                                  |
| 24 март 2000 г.      | Стивън Магуайър  | Phaitoon Phonbun          | Кралско открито първенство на Шотландия                           |
| 5 април 2000 г.      | Рони О'Съливан   | Куинтен Хан               | Кралско открито първенство на Шотландия                           |
| 25 октомври 2000 г.  | Марко Фу         | Кен Дохърти               | Мастърс Шотландия                                                 |
| 7 ноември 2000 г.    | Дейвид МакЛийлан | Стив Мийкин               | Първенство на Бенсън Енд Хеджис                                   |
| 19 ноември 2000 г.   | Ник Дайсън       | Робърт Милкинс            | Британско първенство                                              |
| 25 февруари 2001 г.  | Стивън Хендри    | Марк Уилямс               | Малта Гран При                                                    |
| 17 октомври 2001 г.  | Рони О'Съливан   | Дрю Хенри                 | Купа LG                                                           |
| 12 ноември 2001 г.   | Шон Мърфи        | Адриян Роса               | Първенство на Бенсън Енд Хеджис                                   |
| 28 октомври 2002 г.  | Тони Драго       | Стюарт Бингам             | Първенство на Бенсън Енд Хеджис                                   |
| 22 април 2003 г.     | Рони О'Съливан   | Марко Фу                  | Световно първенство                                               |
| 12 октомври 2003 г.  | Джон Хигинс      | Марк Уилямс               | Купа LG                                                           |
| 12 ноември 2003 г.   | Джон Хигинс      | Майкъл Джъд               | Британско първенство                                              |
| 4 октомври 2004 г.   | Джон Хигинс      | Рики Уолдън               | Гран При                                                          |
| 17 ноември 2004 г.   | Дейвид Грей      | Марк Селби                | Британско първенство                                              |
| 20 април 2005 г.     | Марк Уилямс      | Робърт Милкинс            | Световно първенство                                               |
| 22 ноември 2005 г.   | Стюарт Бингам    | Маркъс Кемпбъл            | квалификации за Мастърс                                           |
| 14 март 2006 г.      | Робърт Милкинс   | Марк Селби                | квалификации за Световното първенство                             |
| 23 октомври 2006 г.  | Джейми Коуп      | Майкъл Холт               | Гран При                                                          |
| 14 януари 2007 г.    | Дин Джънхуй      | Антъни Хамилтън           | Мастърс                                                           |
| 16 февруари 2007 г.  | Андрю Хигинсън   | Алистър Картър            | Открито първенство на Уелс                                        |
| 19 септември 2007 г. | Джейми Бърнет    | Лю Сун                    | квалификации за Гран При                                          |
| 14 октомври 2007 г.  | Том Форд         | Стив Дейвис               | Гран При                                                          |
| 8 ноември 2007 г.    | Рони О'Съливан   | Алистър Картър            | Трофей на Северна Ирландия                                        |
| 15 декември 2007 г.  | Рони О'Съливан   | Марк Селби                | Британско първенство                                              |
| 29 март 2008 г.      | Стивън Магуайър  | Райън Дей                 | Открито първенство по снукър на Китай                             |
| 28 април 2008 г.     | Рони О'Съливан   | Марк Уилямс               | Световно първенство по снукър през 2008                           |
| 30 април 2008 г.     | Алистър Картър   | Питър Ебдън               | Световно първенство по снукър през 2008                           |
| 8 май 2008 г.        | Стивън Лий       | Дейв Харолд               | Matchroom League                                                  |
| 2 октомври 2008 г.   | Джейми Коуп      | Марк Уилямс               | Шанхай мастърс                                                    |
| 29 октомври 2008 г.  | Лян Уънбо        | Martin Gould              | квалификации на Първенството на Бахрейн                           |
| 8 ноември 2008 г.    | Маркъс Кембъл    | Ahmed Basheer Al-Khusaibi | Wildcard кръг на Първенството на Бахрейн                          |
| 16 декември 2008 г.  | Дин Джънхуй      | Джон Хигинс               | Британското първенство                                            |
| 28 април 2009 г.     | Стивън Хендри    | Шон Мърфи                 | Световно първенство                                               |
| 5 юни 2009 г.        | Марк Селби       | Джо Пери                  | Jiangsu Classic                                                   |
| 1 април 2010 г.      | Нийл Робъртсън   | Питър Ебдън               | Открито първенство по снукър на Китай                             |